# Zealandia Bank

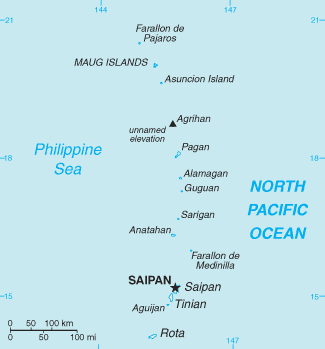
Nordmarianerna

Zealandia Bank (chamorro Papaungan) är en undervattensvulkan i Nordmarianerna i västra Stilla havet.

## Geografi
Zealandia Bank är ett litet område bland Nordmarianerna och ligger cirka 174 km norr om huvudön Saipan och cirka 17 km nordöst om Sarigan mellan Sarigan och Guguan. Geografiskt ligger området i Mikronesien med de geografiska koordinaterna 16°53′ N och 145°51′ Ö.
Området är en undervattenbank av vulkaniskt ursprung och har två höga toppar cirka 1 km från varandra. Den högsta höjden når vid lågvatten cirka 1 m över havsytan.

## Historia
Marianerna har troligen varit bebodd av polynesier sedan 1500-talet f. Kr. Ögruppen upptäcktes av portugisen Ferdinand Magellan i mars 1521 som då namngav öarna "Las Islas de Los Ladrones". Öarna hamnade 1667 under spansk överhöghet och döptes då om till "Islas de las Marianas".
Zealandia Bank upptäcktes 1858 av det brittiska fartyget Zealandia och namngavs därefter.
Området har inget registrerat utbrott i modern tid men 2004 uppmättes vulkanisk aktivitet här.